# Wo ich bin ist oben
Wo ich bin ist oben ist ein deutscher dokumentarischer Kurzfilm von Bettina Schoeller.

## Handlung
Der Film porträtiert eine Großmutter auf der Reise vom heimischen Schlafzimmer ins sonnige Gran Canaria. Unterwegs mit ihrer Tochter sowie der Enkelin und Filmemacherin kämpft sich die rüstige Frau durch ein Ferien- und Früchteparadies. Der Film zeigt verschiedene Seiten ihrer Persönlichkeit; Lebensfreude, Altersweisheit und Bauernschläue paaren sich mit den für diese Generation typischen Erziehungsmaßstäben der 1910er und 1920er Jahre. Eine autoritäre protestantische Erziehung wie in dem Film Das weiße Band bestimmt nicht nur das Leben der Oma, sondern auch das ihrer Tochter und hat auch noch Einfluss auf die Enkelin. Ein unbändiger Lebenswille bricht sich Bahn, der aber auch eine andere Seite hat: Bloß keine Schwäche zeigen, nie aufgeben, denn: Wo ich bin ist oben.

## Kritiken
"Wo ich bin ist oben gibt Einblick in das Leben einer ichbezogenen alten Frau. […] Oder, wie es die alte Dame, die Großmutter der Regisseurin Bettina Schöller, in „Wo ich bin ist oben“ ausdrückt: Am Ende ist jeder allein." (Maris Hubschmid)

## Aufführungen und Auszeichnungen
- Berlinale Shorts Competition 2010
- International Film Festival of direct cinema, Moskau, 2010
- Vienna Independent Shorts 2010
- German Shorts in Cannes, 2010
- Internationales Kurzfilm-Festival Hamburg, 2010
- Berliner Kurzfilmrolle, open air, 2010
- Bonner Kurzfilmrolle, open air, 2010
- Festival Silhouette de Paris, 2010
- Dokumentarfilmpreis Bamberger Reiter 2011[2]